# Colin Anderson
Colin Edward Anderson (ur. 12 sierpnia 1912 w Sydney, zm. 10 marca 1987 w Nowej Południowej Walii) – australijski strzelec, olimpijczyk.
Wystąpił na igrzyskach olimpijskich w Melbourne (1956), gdzie pojawił się w jednej konkurencji. Zajął przedostatnie 10. miejsce w rundzie pojedynczej i podwójnej do sylwetki jelenia.

## Wyniki olimpijskie
| Igrzyska | Konkurencja                                     | Wynik              | Miejsce | Źródło |
| -------- | ----------------------------------------------- | ------------------ | ------- | ------ |
| IO 1956  | Runda pojedyncza i podwójna do sylwetki jelenia | 357 pkt. (184-173) | 10      | [ 1 ]  |